# 거울 (1975년 영화)
《거울》(러시아어: Зеркало, 영어: Mirror)은 1975년에 개봉된 소련의 드라마 영화이다. 안드레이 타르콥스키가 감독과 공동각본을 맡았다.

## 출연

### 주연
- 마가리타 테레코바
- 아나토리 소로니친
- 타마라 오고로드니코바

### 조연
- 니콜라이 그린코
- 알라 데미도봐
- 유리 나자로브
- 올레그 얀코브스키